# Burguffeln

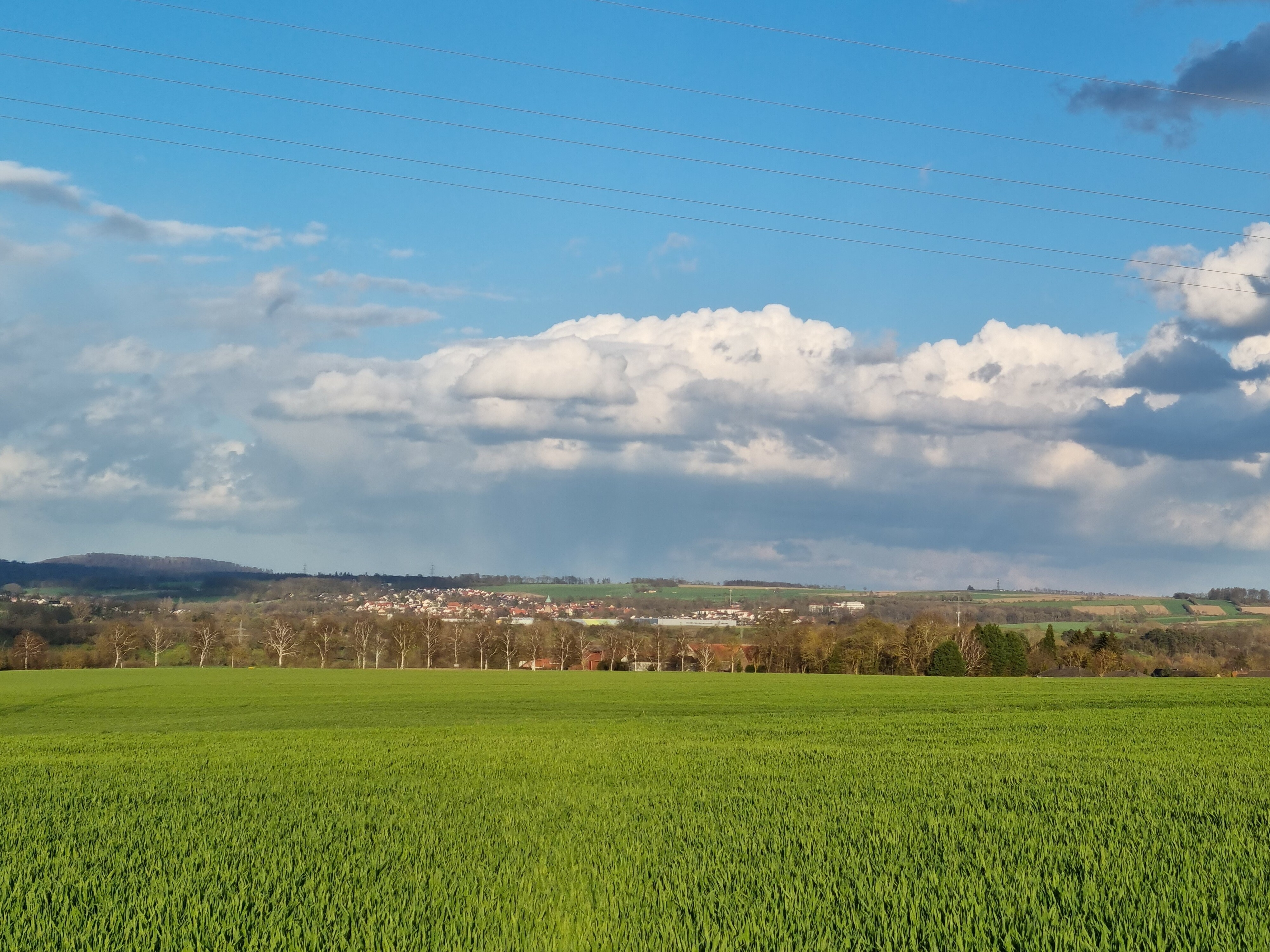
Burguffeln von Westen gesehen, dahinter Immenhausen und der Reinhardswald

Burguffeln ist ein Stadtteil von Grebenstein; er liegt zwei Kilometer südöstlich dieses Hauptortes im Dreieck zwischen Grebenstein, Immenhausen und Calden an der Bundesstraße 83 im Landkreis Kassel, Nordhessen (Deutschland). Der nächste Bahnhof liegt in Immenhausen, zwei Kilometer östlich.
Zum Stadtteil gehören der Weiler Frankenhausen, eine Ortschaft aus der 1. Hälfte des 18. Jahrhunderts und kurhessische Staatsdomäne bis zum Ersten Weltkrieg, die ca. einen Kilometer südlich Burguffelns an der B83 liegt sowie östlich davon die Wüstung Frankenhausen aus dem Hochmittelalter als Vorgänger.

## Allgemeines
Burguffeln hat 610 Einwohner und eine Fläche von 884 ha, wovon 85 % landwirtschaftlich genutzt werden.

## Geschichte
Der Ort wurde als Besitz des Klosters Fulda um 860 erstmals als „Ufelohun“ erwähnt, ist aber deutlich älter. Die nächste Erwähnung erfolgt in einer Urkunde Kaiser Ottos I.  Im 12. Jahrhundert erscheint der Ort mit der Namensform „Ufluflon“ als Besitz des Klosters Helmarshausen. Im Jahr 1234 ist erstmals das Adelsgeschlecht der Herren von Uffeln dokumentiert, die in der Folge als landgräflich-hessische Lehnsmannen eine Rolle spielen. Das Kirchlehen des Ortes war zunächst in bergischem Besitz und fiel im 15. Jahrhundert an den landgräflichen Kanzler von Röhrenfurth. Die Herren von Uffeln erlangen insbesondere im Dreißigjährigen Krieg Bedeutung als Offiziere im Dienste ihres hessischen Landesherren. Die von Uffeln erwarben allerdings eine Reihe sächsisch-thüringischer Güter, auf die sie im 18. Jahrhundert zogen; den alten Uffelner Hausbesitz mitsamt ihrer Burg Burguffeln übertrugen sie an den späteren Landgrafen Friedrich II. von Hessen-Kassel.
Die St. Margareta-Kirche von Burguffeln wurde innerhalb der Burg-Kemenate errichtet. Infolge der Reformation wurde die dortige Pfarrei mit der von Calden zusammengelegt. Aufgrund der Lage in der Burg gab es regelmäßig Konflikte zwischen den Burgherren, die die Kirche als Eigenkirche und Burgkapelle betrachteten, und der Kirchenverwaltung, die sich für die Unabhängigkeit der Kirche (und ihrer Güter) einsetzte. Der heutige Bau verdankt seine Form dem unter Landgraf Friedrich erfolgten Umbau, wobei der gotische Stil weitgehend erhalten blieb.
Die Ortsbevölkerung hatte immer wieder unter den Fehden zwischen den hessischen Landgrafen und den Mainzer Erzbischöfen zu leiden, sodass auch die Entwicklung des Ortes lange Zeit kaum vorankam. 1556 zählte man nur 22 Häuser im Ort. 1790 war die Bevölkerungszahl auf 311 angestiegen, die ihren Lebensunterhalt vorwiegend durch Ackerbau und Weberei verdienten; auch drei Mühlen existierten in und um Burguffeln und ein Schulhaus wird erwähnt. Im 19. Jahrhundert fand Burguffeln allmählich Anschluss an die Industrialisierung; zunehmend siedelten auch Arbeiterfamilien im Ort, die teilweise ins 10 km entfernte Kassel pendelten. Einen weiteren Bevölkerungszuwachs verzeichnete der Ort durch die Zuwanderung von Aussiedlern nach 1945.
Am 1. Oktober 1970 wurde Burguffeln im Zuge der Gebietsreform in Hessen auf freiwilliger Basis in die Kleinstadt Grebenstein eingegliedert.

## Einwohnerzahlen
- 1585: 20 Haushaltungen
- 1747: 45 Haushaltungen

| Burguffeln: Einwohnerzahlen von 1834 bis 2015 | Burguffeln: Einwohnerzahlen von 1834 bis 2015 | Burguffeln: Einwohnerzahlen von 1834 bis 2015 | Burguffeln: Einwohnerzahlen von 1834 bis 2015 | Burguffeln: Einwohnerzahlen von 1834 bis 2015 |
| --- | --------------------------------------------- | --------------------------------------------- | --------------------------------------------- | --------------------------------------------- |
| Jahr |                                               |                                               |                                               | Einwohner                                     |
| 1834 | 1834                                          |                                               | 445                                           | 445                                           |
| 1840 | 1840                                          |                                               | 453                                           | 453                                           |
| 1846 | 1846                                          |                                               | 491                                           | 491                                           |
| 1852 | 1852                                          |                                               | 467                                           | 467                                           |
| 1858 | 1858                                          |                                               | 431                                           | 431                                           |
| 1864 | 1864                                          |                                               | 432                                           | 432                                           |
| 1871 | 1871                                          |                                               | 424                                           | 424                                           |
| 1875 | 1875                                          |                                               | 400                                           | 400                                           |
| 1885 | 1885                                          |                                               | 387                                           | 387                                           |
| 1895 | 1895                                          |                                               | 408                                           | 408                                           |
| 1905 | 1905                                          |                                               | 480                                           | 480                                           |
| 1910 | 1910                                          |                                               | 449                                           | 449                                           |
| 1925 | 1925                                          |                                               | 597                                           | 597                                           |
| 1939 | 1939                                          |                                               | 548                                           | 548                                           |
| 1946 | 1946                                          |                                               | 876                                           | 876                                           |
| 1950 | 1950                                          |                                               | 824                                           | 824                                           |
| 1956 | 1956                                          |                                               | 711                                           | 711                                           |
| 1961 | 1961                                          |                                               | 661                                           | 661                                           |
| 1967 | 1967                                          |                                               | 600                                           | 600                                           |
| 1970 | 1970                                          |                                               | 590                                           | 590                                           |
| 2015 | 2015                                          |                                               | 601                                           | 601                                           |
| Datenquelle: Historisches Gemeindeverzeichnis für Hessen: Die Bevölkerung der Gemeinden 1834 bis 1967. Wiesbaden: Hessisches Statistisches Landesamt, 1968. |                                               |                                               |                                               |                                               |

## Sehenswürdigkeiten

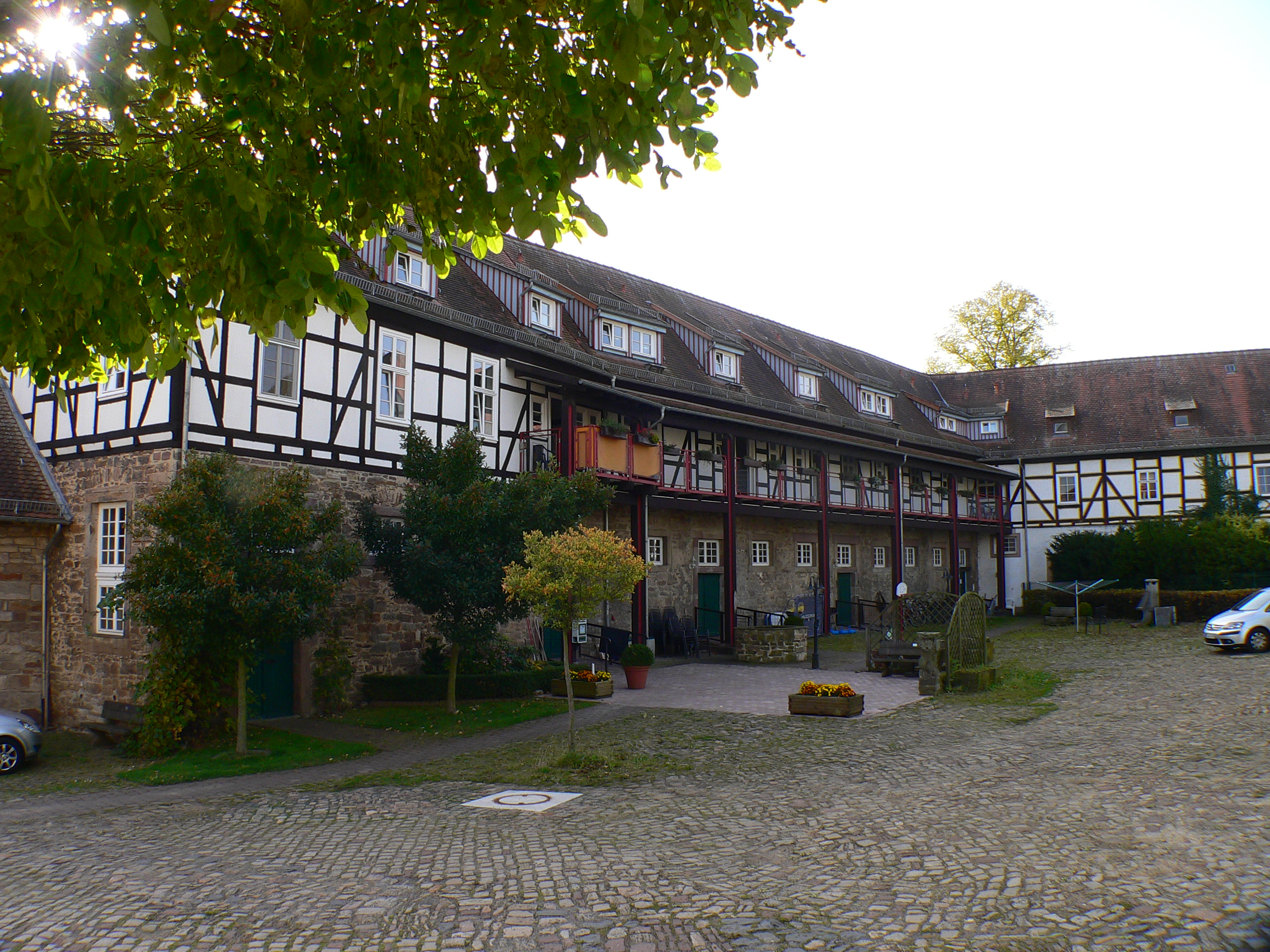
Burg

Burguffeln besitzt an Sehenswürdigkeiten u. a. die Kirche, die Domäne (mit Behinderteneinrichtungen) im Gebäude der früheren Burg der Herren von Uffeln (ein unter Denkmalschutz stehendes Kulturdenkmal), das Dorfgemeinschaftshaus und mehrere Mühlen, die bekannteste darunter ist die bereits im Spätmittelalter entstandene Lindenmühle, die auch als Konzertveranstaltungsort mit monatlichen Konzerten akustischer Musik dient. Sie wird seit den 1960er-Jahren nicht mehr als Mühle betrieben, jedoch wurde 2012 wieder ein Wasserrad installiert, das für die elektrische Energieerzeugung genutzt werden soll.
Für die unter Denkmalschutz stehenden Kulturdenkmäler des Ortes siehe die Liste der Kulturdenkmäler in Burguffeln.

## Vereine
An Vereinen sind zu erwähnen: der 1891 gegründete Gesangverein, der Sportverein des Ortes, die Freiwillige Feuerwehr Burguffeln, der Schützenverein, sowie der SPD-Ortsverein. Bekannt ist auch die Kleine Bühne 77 Burguffeln. 2001 wurde ein E-Sport Verein, der Electronic Sports for all gegründet.

## Persönlichkeiten

### Ehrenbürger
- 1895 Otto von Bismarck (1815–1898), Reichskanzler

### Söhne und Töchter des Ortes
- Johannes Kapp (1929–2018), Weihbischof im Bistum Fulda